# San Ferdinando (Nápoles)
San Ferdinando es un barrio del centro histórico de Nápoles, Italia. Limita al oeste con el barrio de Chiaia, al norte con Montecalvario, Porto y San Giuseppe; al sur y al este se extiende el Golfo de Nápoles.
El perímetro del barrio atraviesa la Piazza Municipio, recorre el paseo marítimo hasta la Piazza della Vittoria, sube Via Calabritto, Piazza dei Martiri, Via Chiaia, hasta los escalones de Chiaia, Salita Cariati, y baja por Trinità degli Spagnoli hasta la Via Toledo.
Junto con los barrios de Chiaia y Posillipo forma la  Municipalità 1 de Nápoles.

## Etimología
El nombre originario de la zona alrededor de la actual Piazza del Plebiscito fue Falero (como el antiguo puerto griego que se extendía entre Santa Lucía y el actual Molosiglio), pero todavía no era un barrio. En su origen se llamó Pizzofalcone y con este nombre aparece en un cuadro de 1766 que representa un mapa de los barrios de Nápoles, que se puede contemplar en la certosa di San Martino. Posteriormente se bautizó San Ferdinando, debido al nombre de la iglesia homónima, que fue basílica real hasta la consagración de la Basílica de San Francisco de Paula.

## Historia
Se puede considerar que el barrio nació en la primera mitad del siglo XVI cuando, a obra de Ferdinando Manlio y Giovanni Benincasa, fue construido el Palazzo Vecchio, antigua residencia de los  virreyes españoles de Nápoles, sustituido en el siglo siglo XVII por el Palazzo Nuovo (el Palazzo Reale de Nápoles) construido por Domenico Fontana por encargo del conde de Lemos.
En esta época comenzaron a aglomerarse una serie de aldeas situadas a caballo de las murallas occidentales, debido también a la llegada de muchas familias nobles provenientes de todo el Reino de Nápoles, que comenzaron a comprar terrenos para edificar villas y palacios cerca del nuevo centro de poder.
La viabilidad fue modificada por decisión del virrey Pedro de Toledo, quien encargó a los arquitectos Ferdinando Manlio y Giovanni Benincasa de trazar el tramo inicial de la Via Toledo y remodelar la Via Santa Lucia.

## Actividades culturales
El barrio es rico en actividades culturales, que van del ámbito académico al artístico o recreativo. En menos de un kilómetro cuadrado se encuentran los dos periódicos de la ciudad, ocho museos y cinco teatros que hacen de San Ferdinando uno de los centros culturales de Nápoles.
| Bibliotecas - Biblioteca nazionale Vittorio Emanuele III Cafés y librerías históricas - Gran Caffè Gambrinus - Salone Margherita - Libreria Internazionale Treves Museos - Galleria di Palazzo Zevallos Stigliano - Museo artístico industriale Filippo Palizzi - Museo civico di Castel Nuovo - Museo del corallo - Museo Giuseppe Caravita principe di Sirignano - Museo Memus - Palacio Real - Tunnel borbonico Periódicos - Il Mattino - Roma | Teatros - Teatro Augusteo - Teatro Mercadante - Teatro Politeama - Real Teatro San Carlo - Teatro Sannazaro Universidades e instituciones culturales - Universidad de Nápoles Parthenope - Rectorado de la Universidad de Nápoles La Oriental, situado en el Palazzo Du Mesnil. - Centro de Congresos de la Universidad de Nápoles Federico II - Istituto Italiano per gli Studi Filosofici - Instituto Cervantes - Società Napoletana di Storia Patria - Circolo Artistico Politecnico |

## Actividades deportivas
En el barrio tienen sede algunos de los círculos náuticos más importantes de Nápoles: el Circolo del Remo e della Vela Italia, el Reale circolo canottieri Savoia y el Rari Nantes Napoli en el muelle Santa Lucía; el Circolo nautico della vela en el Borgo Marinari; el Circolo Canottieri Napoli en el Molosiglio, al lado del cual está también la sede de la sección de Nápoles de la Lega navale italiana. En la dársena, está la sección de Nápoles de MariVela. A pocas decenas de metros, cerca del Palacio Real está la sede de la Polisportiva Partenope, con gran tradición en el baloncesto y el rugby.
En la Piazza Plebiscito se sitúan cada año las líneas de salida y meta de la maratón de Nápoles, que recorre varias veces algunas de las calles más importantes del barrio. También se ha realizado en esta plaza el Concurso Internacional de Equitación "Regione Campania" y es lugar tradicional de realización de los ejercicios deportivos de los cuerpos militares. Antiguamente se ubicaba en la plaza la salida del Giro della Campania y se han realizado las salidas y llegadas de algunas etapas del Giro de Italia.
Hasta 1976 el Castel Nuovo fue sede de la prestigiosa Accademia nazionale di scherma, que posteriormente fue obligada a trasladarse al Stadio Arturo Collana, en Vomero donde ha estado hasta 2005. Desde entonces, la Accademia ha tenido que abandonar estas instalaciones por problemas de la estructura del edificio, actualmente en permanente renovación; actualmente no tiene sede propia e in via precaria si appoggia a la del Comité Olímpico Nacional Italiano de Nápoles. Desde muchos lugares se pide la vuelta de esta entidad histórica al castillo, también en consideración del traslado de las actividades del consejo municipal a otro edificio; pero al menos por ahora esto sigue siendo un sueño.

## Monumentos y lugares de interés

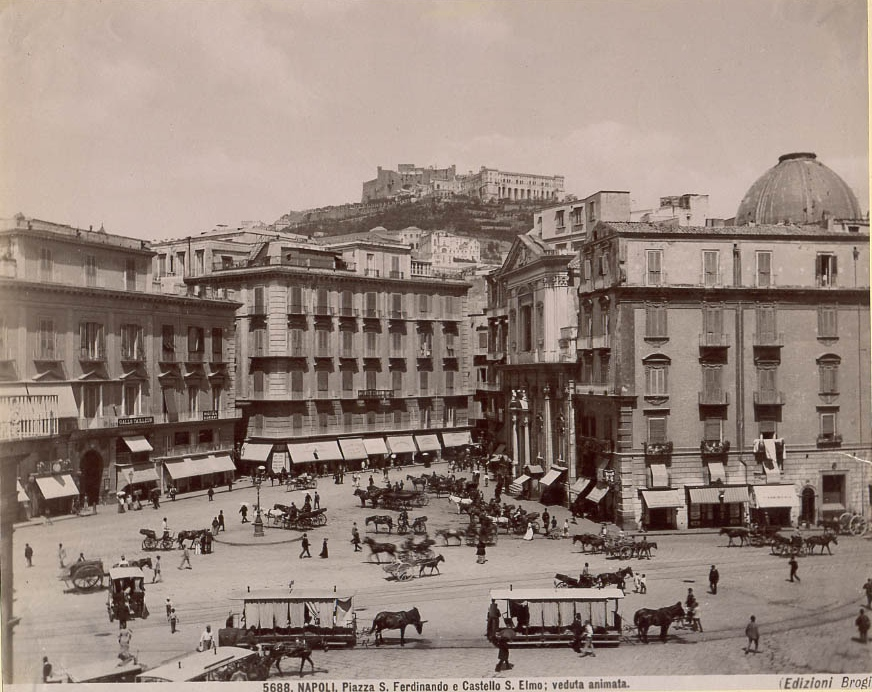
La Piazza San Ferdinando en una foto de 1880.

Durante toda la Edad Media, por el desnivel de la zona, fue sede de ermitas. En la época aragonesa se fortificó la zona, y no fue hasta los siglos XV y XVI, en parte por la atracción del Palazzo Vicereale, cuando se pobló con residencias señoriales, que hoy caracterizan la via Monte di Dio. A la derecha se encuentra la Chiesa di Santa Maria degli Angeli, obra del teatino Grimaldi y en el ángulo opuesto el Palazzo Ciccarelli di Cesavolpe. Siguiendo hacia la cima (a la derecha de la bajada del Calascione), se encuentra el Palazzo Caracciolo di Vietri, y, en el lado derecho, el Palazzo Serra di Cassano, obra de Ferdinando Sanfelice.
En la Via Egiziaca a Pizzofalcone está la iglesia homónima (1650), de Cosimo Fanzago. A la derecha, sobre un espacio desde donde se disfruta de una bella vista, está la Chiesa dell'Immacolatella a Pizzofalcone y el Palazzo Carafa di Santa Severina, sede de la sección militar del Archivio di Stato. Descendiendo por la Vía Solitaria se llega a Piazza Plebiscito y a Santa Lucía, barrio creado tras ganar tierras al mar a finales del siglo XIX. En la Via Chiatamone se encuentra la Chiesa della Concezione (1617-1627) donde se conservan cuadros de Paolo De Matteis. En la Via Partenope hay varios hoteles de estilo ecléctico y racionalista y la sede de la Facoltà di Economia, cuya fachada fue diseñada por Roberto Pane.
| Basílicas e iglesias - Basílica de San Francisco de Paula - Basilica di Santa Lucia a Mare - Basilica di Santa Maria degli Angeli a Pizzofalcone - Chiesa della Concezione al Chiatamone - Chiesa della Nunziatella - Chiesa di San Ferdinando - Chiesa di Sant'Anna di Palazzo - Chiesa di Sant'Orsola a Chiaia - Chiesa di Santa Caterina da Siena - Chiesa di Santa Maria della Catena - Chiesa di Santa Maria della Speranza - Chiesa di Santa Maria della Vittoria - Chiesa di Santa Maria Egiziaca a Pizzofalcone - Chiesa della Santissima Trinità degli Spagnoli Castillos - Castel dell'Ovo - Castel Nuovo Fuentes - Fontana dei Papiri - Fontana del Carciofo - Fontana dell'Immacolatella, también llamada Fontana del Gigante. Galerías comerciales - Galleria Umberto I Lugares de interés - Borgo Santa Lucia - Borgo Marinari - Monte Echia | Palacios - Gran Quartiere di Pizzofalcone, hoy cuartel de la Polizia di Stato Nino Bixio - Palazzo Barbaja - Palazzo Berio - Palazzo Calabritto - Palazzo Capua, sede del "Comando del Basso Tirreno" de la Marina Militare - Palazzo Carafa di Noja - Palazzo Carafa di Santa Severina - Palazzo Cellammare - Palazzo Cirella - Palazzo Du Mesnil - Palazzo della Foresteria, sede de la Prefectura de Nápoles - Palazzo Partanna - Palacio Real - Palazzo Salerno, sede del "Comando Regione Militare Sud" del Ejército - Palazzo Serra di Cassano, sede del Istituto Italiano per gli Studi Filosofici - Palazzo Sessa - Palazzo Zapata, sede del Circolo Artistico Politecnico - Palazzo Zevallos, sede de la galería homónima - Portici del Plebiscito, donde está la Librería Internazionale Treves - Real Teatro San Carlo - Scuola militare "Nunziatella" - Villa Ebe |

## Plazas y calles más importantes
| - Piazza dei Martiri - Piazza Municipio - Piazza Plebiscito - Piazza Trieste e Trento o Piazza San Ferdinando. - Piazza della Vittoria - Piazzetta Duca D'Aosta | - Via Chiaia - Via Chiatamone - Via Monte di Dio - Via Partenope - Via Toledo |

## Transporte
El barrio es servido por los autobuses y tranvías de la ciudad y en el futuro estará unido al Metro mediante las estaciones Piazza Municipio de la línea 1 y la 6 y Chiaia - Monte di Dio de la línea 6. El funicolare Centrale lo une con el corso Vittorio Emanuele y el barrio de Vomero.
Además, se abrirá próximamente el Ascensore di Santa Lucía que unirá el mirador del Monte Echia con el Borgo di Santa Lucia. Desde mediados de los años cincuenta está en funcionamiento el ascensore Chiaia que lleva de Via Chiaia a Piazza Santa Maria degli Angeli. Además, el ascensore Acton une la Piazza Plebiscito con la Via Acton.